# کلیا
کُلیا، روستایی است از توابع بخش یانه‌سر شهرستان بهشهر در استان مازندران ایران.

## جمعیت
این روستا در دهستان شهدا قرار دارد و براساس سرشماری مرکز آمار ایران در سال ۱۳۸۵، جمعیت آن ۱۰۳ نفر (۳۴خانوار) بوده‌است. مردم کلیا از قومیت طبری هستند. مردم کلیا به زبان طبری (مازندرانی) سخن می‌گویند.